# Stamning
Stamning, talstörning som karaktäriseras av ofrivilliga upprepningar, förlängningar och avbrott i talflödet, ofta åtföljda av olika beteenden för att komma vidare i talet. Stamning kan resultera i talrädsla, som i sin tur leder till undvikandebeteenden, allt från att undvika enstaka ord till att undvika hela talsituationen. Problembilden varierar i hög grad från person till person. Stamning är inte relaterat till intelligensnivå.
Stamning förekommer företrädesvis hos barn. Man beräknar att cirka 5 % av befolkningen stammar eller har stammat som barn, medan knappt 1 % av den vuxna befolkningen stammar. De flesta som börjar stamma är pojkar och de flesta som slutar stamma är flickor, vilket bland vuxna utmärker sig i en tydlig överrepresentation av stammande män.
I många fall är stamningen inget problem, vare sig för den drabbade eller för omgivningen. För andra kan stamning vara ett funktionshinder. Stamningen kan göra att man diskrimineras av omgivningen, eller på grund av sin talrädsla utvecklar en rädsla för sociala situationer. Förhållandet mellan graden stamning och graden talrädsla varierar från person till person. Även personer som utåt sett inte stammar alls kan ha samma talrädsla och undvikandebeteenden som en person med påtaglig stamning. Detta kallas ibland för "dold stamning".
För den som stammar upplevs det som att förlora kontrollen över talet, att orden man tänkt säga "fastnar på vägen". Erfarenheten att stamma på ett ord kan skapa en förväntan att stamma på samma ord även nästa gång, så att vissa ord eller språkljud alltmer förknippas med stamning (på samma sätt kan personer och situationer bli förknippade med stamning). Förväntan att stamma kan trigga stamning och därmed skapa en ytterligare förväntan att stamma.
För att uppmärksamma stamning som funktionsnedsättning har man utropat den 22 oktober till Internationella stamningsdagen (dagen är erkänd av EU-kommissionen).

## Orsaker
Orsaken till stamning är ännu inte känd. De teorier som dominerat under 1900-talet kan indelas i tre grupper: medicinska, sociologiska och psykologiska. Sett ur ett medicinskt perspektiv beror stamning på någon form av medfödd avvikelse, som orsakar en kronisk störning i talmotoriken. Den sociologiska förklaringen är att stamningen uppkommer som en följd av barnets, eller föräldrarnas, överdrivna reaktioner på normala avbrott i talet. Psykologiska teorier har förklarat stamning som en omedveten konflikt eller någon form av meningsfullt beteende.
Tack vare tekniska framsteg inom neurologi och genetik har bilden klarnat på senare år. Familjestudier har länge visat att stamning ofta går i arv, tvillingstudier har visat att det finns ett samband mellan stamning och arvsmassan, och i genetiska studier har man kunnat koppla stamning till enskilda gener. Den etablerade uppfattningen idag är att anlaget för stamning är medfött, men att andra faktorer (medfödda eller miljömässiga) påverkar hur stamningen utvecklas.
En studie, som gjordes i Kina, visade att en del av hjärnbarken är tunnare hos stammande än hos icke stammande personer.

## Behandling
Frånvaron av en allmänt accepterad orsaksteori har gjort att stamningsbehandlingen tagit sig många former genom åren. Vanligast idag är en kombination av stamningsupplösande träning och så kallad icke-undvikandeterapi (för att arbeta bort begränsande undvikandebeteenden). Behandlingen sker individuellt hos logoped och utgår bland annat från personens ålder, behov och målsättningar.
Behandling för barn riktas idag ofta till föräldrarna istället för barnet. Två etablerade metoder är Lidcombe och Parent-Child Interaction Therapy (PCIT). För ungdomar och vuxna finns, förutom logopeder, bland annat Intensiv stamningsterapi, som anordnas av Sahlgrenska sjukhuset i Göteborg. I Sverige finns det dessutom en stark tradition av att organisera föreningar och självhjälpsgrupper för stammande.